# Véhicule militaire de reconnaissance

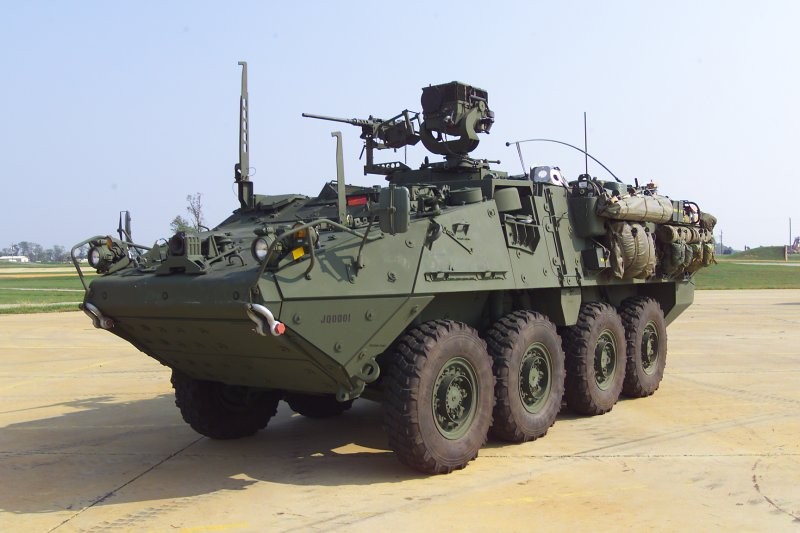
Stryker américain, M1127 Reconnaissance Vehicle

Un véhicule militaire de reconnaissance est un véhicule destiné aux missions de reconnaissance militaire. Celle-ci peut être blindée, on parle alors de reconnaissance blindée.

## Types

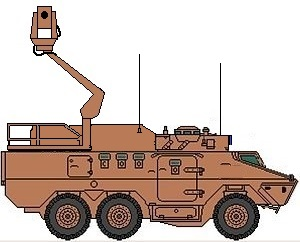
Véhicule sud-africain Ratel avec mât télescopique d'observateur d'artillerie

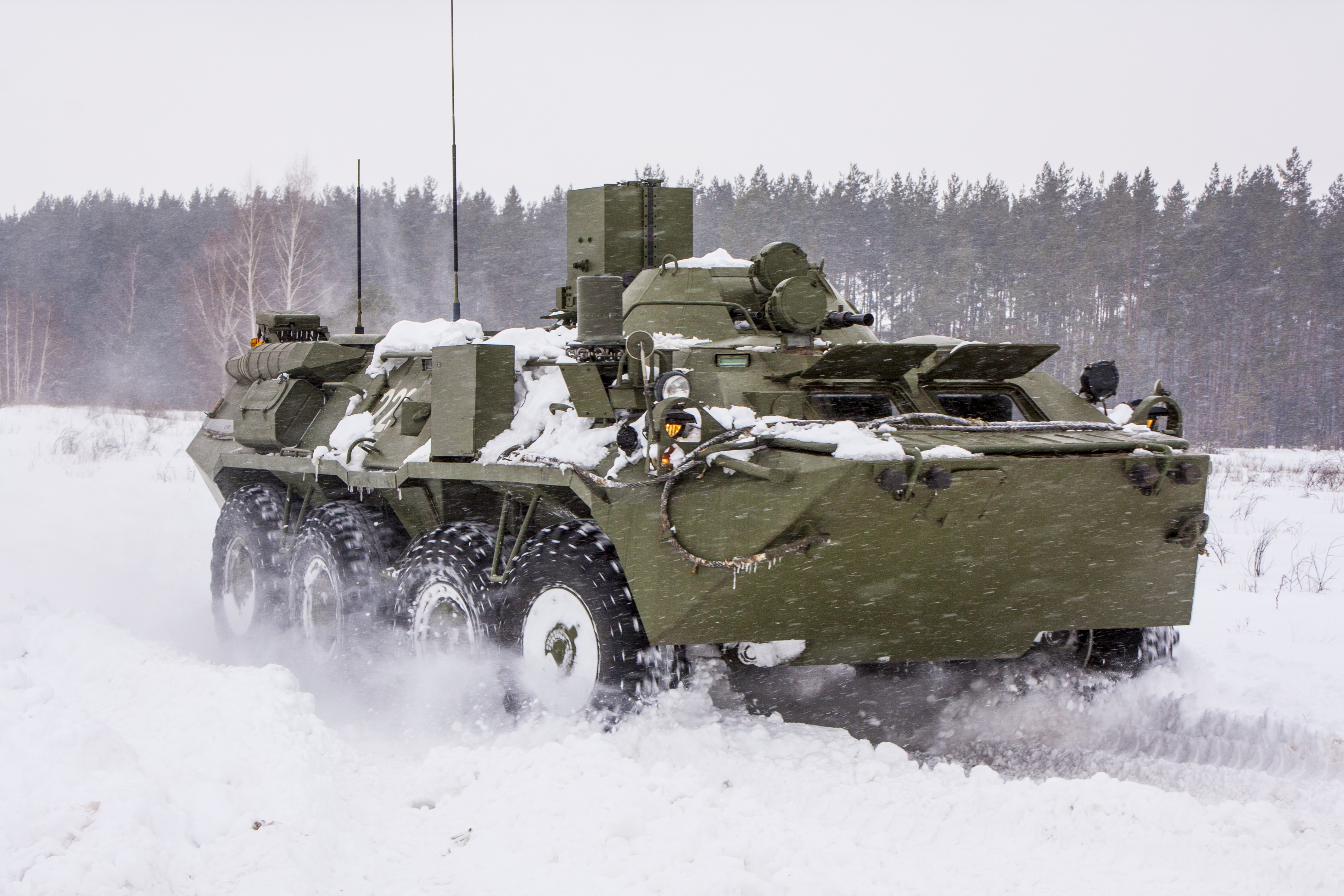
Véhicule de détection, identification et prélèvement BTR-80/RKhM-6 de l'armée russe, reconnaissance de risques NRBC

On distingue différents types de véhicules de reconnaissance, par exemple celui de recherche de risques NRBC ou celui d'observateur d'artillerie mais on  généralement tous pour but l'acquisition d'objectif.

## Dans le monde

### France
La doctrine française d'engagement des véhicules de reconnaissance, comme le VBL, l'EBR ou l'AMX-10 RC, est de les doter de l'armement le plus lourd possible sur leur châssis léger afin de les faire jouer un rôle supplémentaire de la défense des flancs.

### Suisse
L'armée suisse met en œuvre les véhicules Mowag Eagle, en service au sein des explorateurs et l'AGF Serval, en service au sein du DRA10.

## Liste de véhicules de reconnaissance

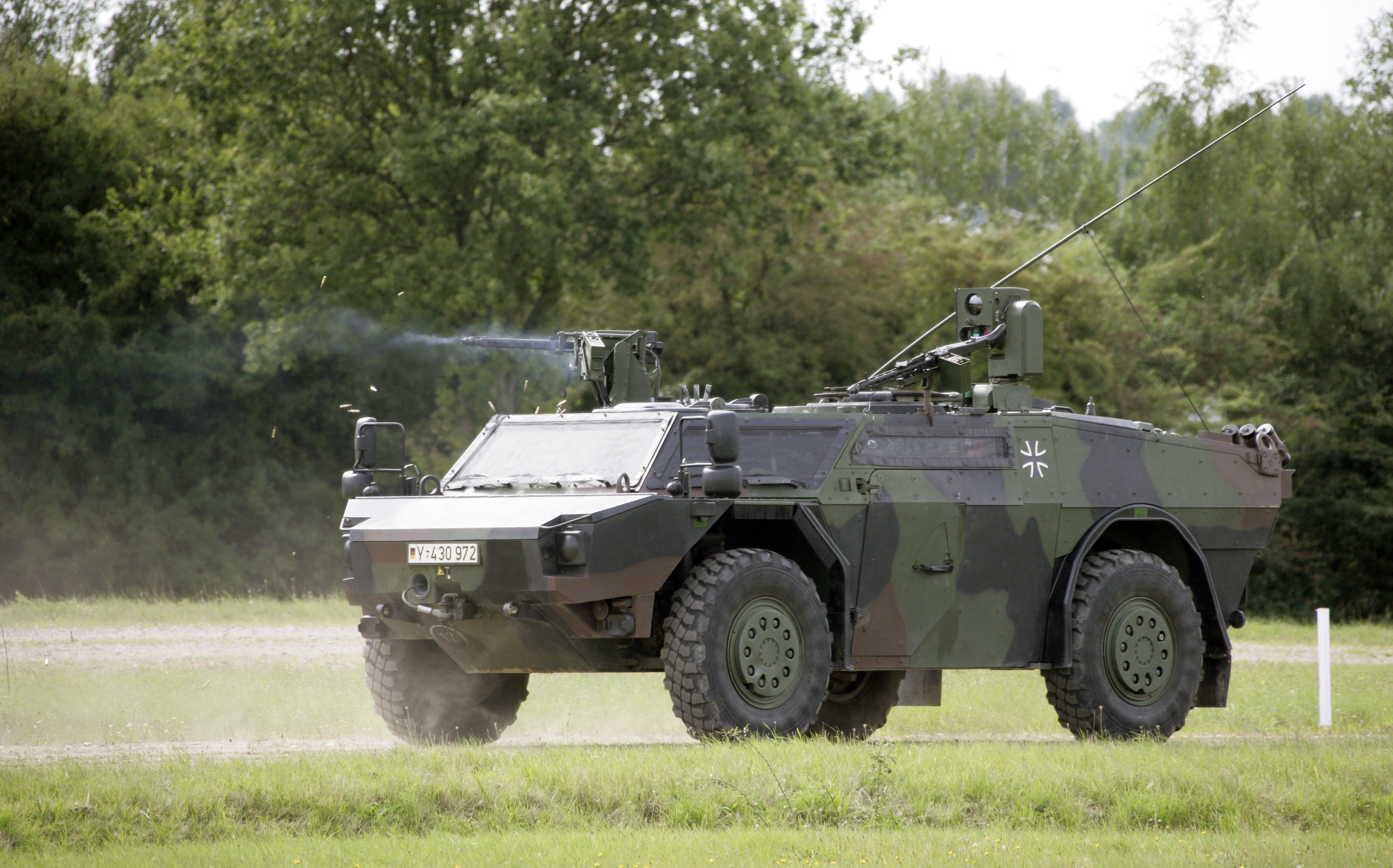
German Army Fennek

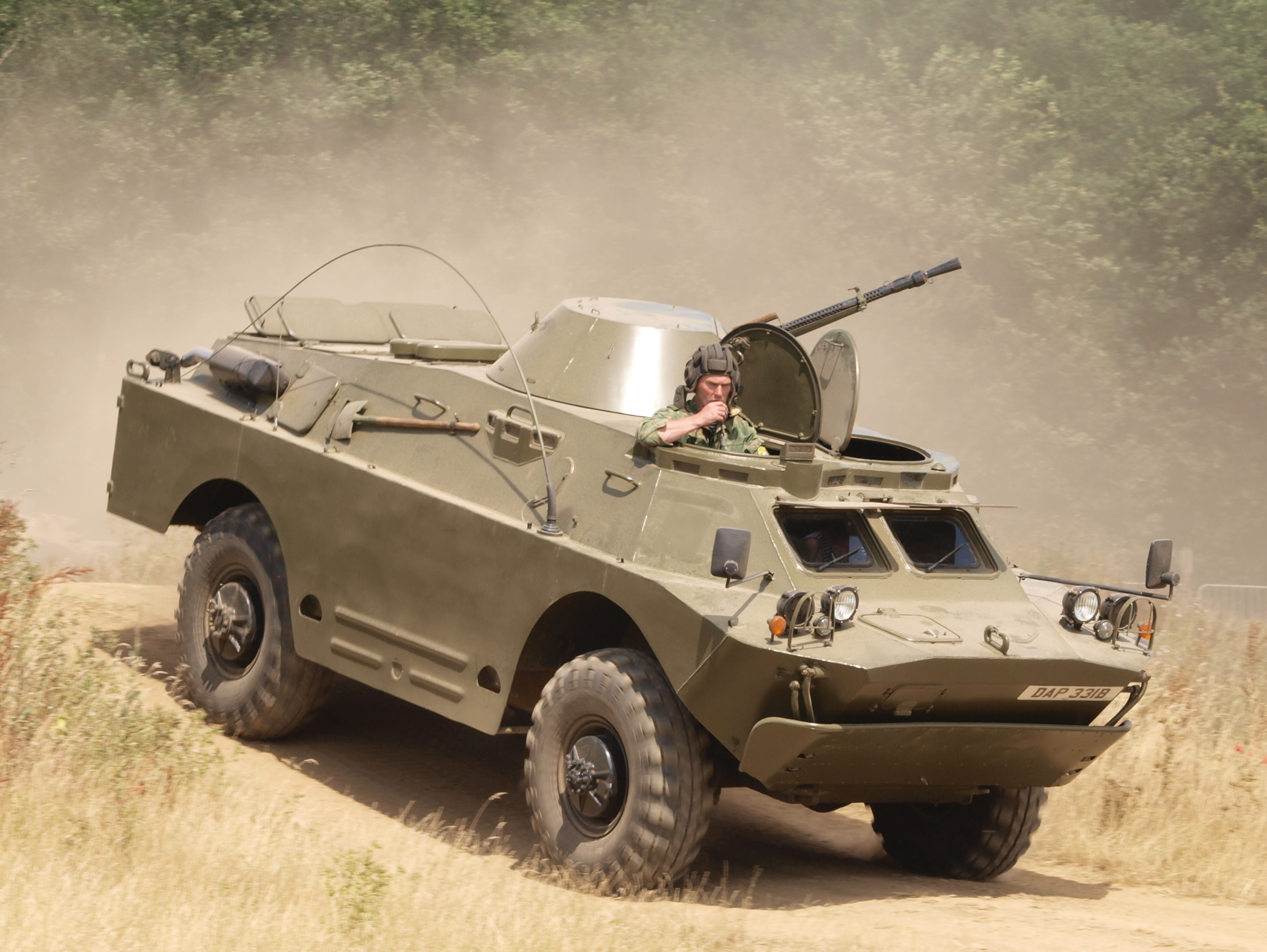
BRDM

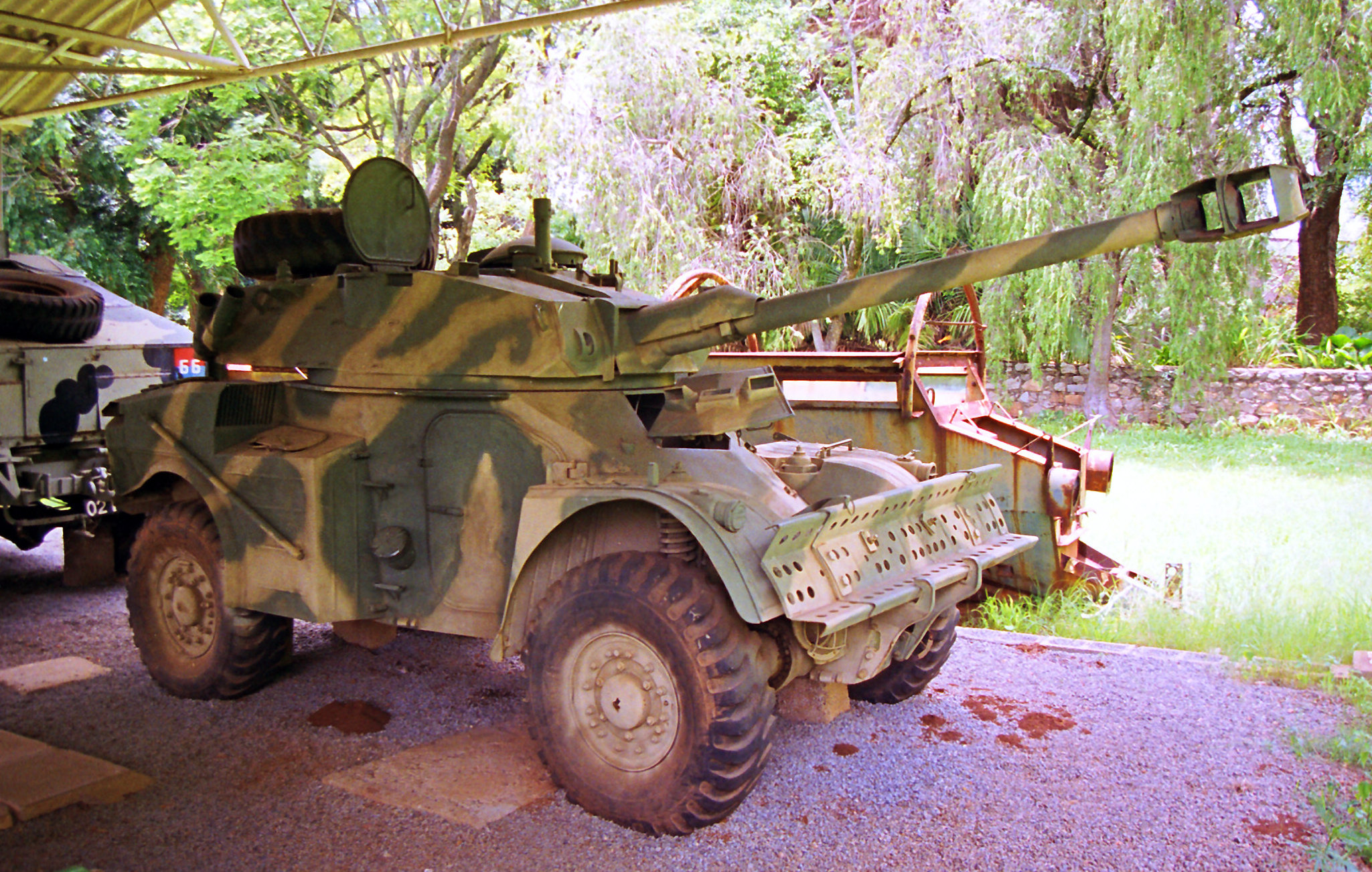
Zimbabwean Eland.

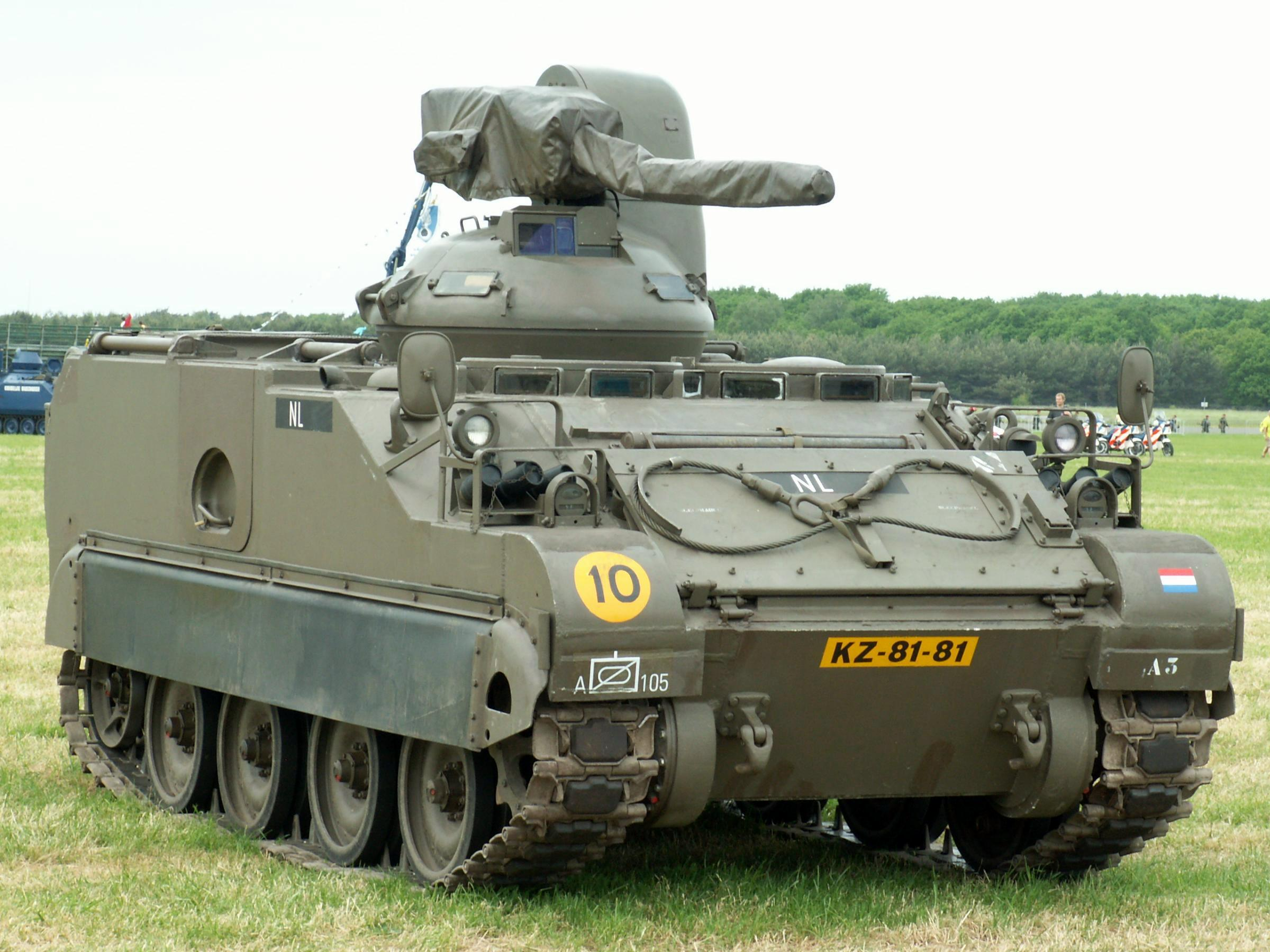
Lynx.

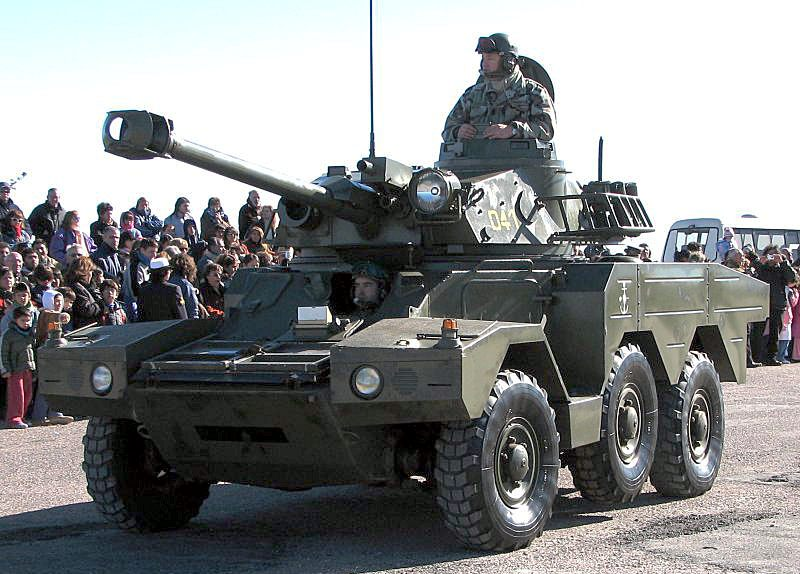
ERC-90

- Alvis FV601 Saladin (en)
- AMX-10 RC
- ASLAV (en)
- BRDM-1
- BRDM-2
- Coyote
- Lynx (en)
- D-442 FÚG (en)
- Dozor-B
- EE-3 Jararaca (en)
- EE-9 Cascavel
- Eland (en)
- ERC-90 Sagaie
- / Fennek
- FV702 Ferret
- FV722 Fox (en)
- FV101 Scorpion
- FV-102 Striker
- FV-107 Scimitar
- Sabre (en)
- Gagamba (en)
- Type 87 RCV (en)
- LAV-25 Armored Reconnaissance Vehicle
- M1127 (en)
- Mowag Eagle
- Otokar Cobra
- Panhard AML
- RBY Mk1 (en)
- RG-35 4x4 RPU[2]
- Rooikat
- Schützenpanzer SPz 11-2 Kurz
- Spähpanzer Luchs
- Spähpanzer Ru 251
- Namco Tiger (en)
- Blindé moyen sur roues
- VBC-90
- Véhicule blindé léger
- Wiesel
- XAV (en)